# Лад
Лад е система от група музикални тонове, поставени в определено съотношение, в резултат на което някои са придобили вид на устойчиви, а други на неустойчиви. Устойчиви тонове са тези, които имат завършен вид. Те притеглят към себе си неустойчивите. Основен, най-устойчив тон е тоника на лада и определя неговата тоналност. Следват тоновете отстоящи на интервалите квинта и терца от тониката. Тези три устойчиви тонове на лада (тоника, терца и квинта) образуват мажорно или минорно тризвучие. Лад, чиито тонове образуват мажорно тризвучие, се нарича мажорен лад, а такъв, чиито тонове образуват минорно тризвучие, се нарича минорен лад. В европейската музика са разпространени два главно 7-степенни лада: Натурален мажор (Йонийски лад) и Натурален минор (Еолийски лад). В различните национални традиции са известни и други системи лад, както и 5-степенен лад (пентатоника).

## Лад, гама, тоналност
Лад – система от група тонове (степени), поставени в определено съотношение, в резултат на
което някои от тоновете са придобили значение на устойчиви, а други на неустойчиви.
- Мажорен лад – лад, чиито устойчиви тонове образуват мажорно тризвучие.
- Минорен лад – лад, чиито устойчиви тонове образуват минорно тризвучие.
- Диатоничен лад – лад, съставен от седем тона, които могат да бъдат подредени на чисти квинти.

Тоника – тоналният център на лада, обединяващ тежненията на всички негови степени.
Ладът може да прозвучи цялостно по следните начини:
- чрез мелодия, съдържаща всички тонове на лада;
- чрез трите главни степени – тоника (означава се с „T“, степен I), субдоминанта („S“, степен IV), доминанта („D“, степен V);
- чрез гамата на лада.

Гама (звукоред на лада) – тонове, подредени постепенно по височина във възходяща и низходяща посока от тоника до тоника.

### Разновидности на мажора[1]
- Натурален мажор – мажорен лад, при който между III-IV и VII-I има полутонове, а между останалите степени цели тонове.

- Хармоничен мажор – с цел да се получи по-характерно звучене на субдоминантовия акорд се понижава VI степен, по този начин се получава увеличена секунда (хиатус) между VI и VII степен.

- Мелодичен мажор – хиатусът, получен при хармоничния вид на мажора, е бил смятан за немелодѝчен и трудно изпълним интервал за пеене, затова чрез понижаване и на VII степен се избягва хиатусът и по този начин ладът става по-мелодичен. При мелодичния мажор се получава характерна голяма секунда между VII и VIII степен.

- Ориенталски мажор (бихармоничен лад) – в сравнение с натуралния вид тази разновидност на мажора е с понижена II и VI степен.

### Разновидности на минора
- Натурален минор – минорен лад, при който между II-III и V-VI има полутонове, а между останалите степени цели тонове.

- Хармоничен минор – с цел да се получи по-характерно звучене на доминантовия акорд се повишава VII степен, по този начин се получава увеличена секунда (хиатус) между VI и VII степен.

- Мелодичен минор – отново за да се избегне немелодичният хиатус се е наложило повишаване и на VI степен от лада. Особеност на тази гама е, че в низходящ ред тя се изпълнява като натурален минор.

- Цигански минор (бихармоничен лад) – в сравнение с натуралния вид, тази разновидност на минора е с повишена IV и VII степен.

Тоналност – положението на лада по височина.
До-мажор се нарича основна мажорна тоналност. Мажорните тоналности се подреждат по следните два начина:
- по квинтов кръг – това е редът на диезните тоналности, при който всяка следваща тоналност лежи на чиста квинта над предходната и има един диез повече от нея. Наречен е кръг, защото последната тоналност (тази с 12 диеза) се явява енхармоническо повторение на първата (До-мажор).
- по квартов кръг – това е редът на бемолните тоналности, при който всяка следваща тоналност лежи на чиста кварта над предходната и има един бемол повече от нея. И тук последната тоналност, тази с 12 бемола, се явява енхармоническо повторение на първата (До-мажор).

Енхармонични тоналности – тоналности, които са записани по различен начин, а звучат еднакво.
Паралелни тоналности – Мажорни и минорни тоналност с еднаква арматура.
Тониките на всеки две паралелни тоналности отстоят една от друга на интервал малка терца, като при това тониката на мажорната тоналност лежи над тониката на минорната.
Едноименни тоналности – Мажорни и минорни тоналности с еднаква тоника.

## Старинни ладове
В Древна Гърция са се оформили общо 6 основни лада. Три от тях са с мажорен характер – йонийски, лидийски и миксолидийски. Останалите три лада, с минорен характер – дорийски, фригийски и еолийски.
- Йонийски лад – съвпада напълно с натуралния мажор.
- Дорийски лад – различава се от натуралния вид на минора по повишената си VI степен, която образува с I степен характерния му интервал голяма секста.
- Фригийски лад – получава се, като на натуралния минор се понижи II степен. Характерният интервал е малка секунда.
- Лидийски лад – различава се от натуралния мажор по повишена IV степен, която образува с I степен увеличена кварта, която е характерният интервал за лидийския лад.
- Миксолидийски лад – различава се от натуралния вид на мажора по понижената си VII степен, която образува с I степен интервал малка септима, която е и характерният му интервал.
- Еолийски лад – припокрива напълно натуралния минор.